# Lorenzo Ghiselli
Lorenzo Ghiselli (Siena, 3 maggio 1953 – Bologna, 28 luglio 1985) è stato un pilota motociclistico italiano.

## Carriera
Il suo primo risultato di rilievo nelle competizioni del motomondiale lo ottiene con il quinto posto nel Gran Premio motociclistico delle Nazioni 1974 in classe 125.
Dopo alcune presenze nel mondiale, anche negli anni successivi in classe 250 e 350, i migliori risultati li ottiene nella classe 500 dove giunge terzo e due volte quarto nel Campionato Italiano Velocità, rispettivamente del 1978, 1979 e 1981. Raggiunge poi il titolo italiano nell'edizione del 1984.
Prese parte anche al campoionato europeo nel quale fu vice-campione in classe 500 nel 1981 e terzo classificato nel 1983.
Nella prima gara del campionato italiano ad Imola il 13 aprile 1985 (dove difendeva il titolo con il numero 1 sulla carena) ha un gravissimo incidente in sella ad una Suzuki RG 500. Le complicanze successive lo hanno portato alla morte tre mesi e mezzo dopo, il 28 luglio 1985.
Ghiselli era un classico pilota privato che provvedeva alla messa a punto ed alle modifiche necessarie alla motocicletta, solo con l'aiuto della moglie Patrizia che lo seguiva in ogni pista, annotando i tempi di ogni giro percorso, e con il lavoro di manovalanza che qualche amico gli dava per condurre i mezzi per il trasporto di moto e officina meccanica nei vari circuiti.

## Risultati nel motomondiale

### Classe 125
| 1974 | Classe | Moto            |   |   |   |   |    |   |   |   |    |  |   |   |  | Punti | Pos. |
| ---- | ------ | --------------- | - | - | - | - | -- | - | - | - | -- |  | - | - |  | ----- | ---- |
| 1974 | 125    | Harley-Davidson | - | - | - | 5 | NE | - | - | - | NE |  | - | - |  | 6     | 22º  |

| Legenda | 1º posto        | 2º posto            | 3º posto            | A punti      | Senza punti        | Grassetto – Pole position Corsivo – Giro più veloce |
| Legenda | Gara non valida | Non qual./Non part. | Ritirato/Non class. | Squalificato | '-' Dato non disp. | Grassetto – Pole position Corsivo – Giro più veloce |

### Classe 250
| 1977 | Classe | Moto            |  |    |  |    |  |  |  |  |  |  |  |  |  | Punti | Pos. |
| ---- | ------ | --------------- |  | -- |  | -- |  |  |  |  |  |  |  |  |  | ----- | ---- |
| 1977 | 250    | Harley-Davidson |  | NE |  | NQ |  |  |  |  |  |  |  |  |  | 0     |      |

| Legenda | 1º posto        | 2º posto            | 3º posto            | A punti      | Senza punti        | Grassetto – Pole position Corsivo – Giro più veloce |
| Legenda | Gara non valida | Non qual./Non part. | Ritirato/Non class. | Squalificato | '-' Dato non disp. | Grassetto – Pole position Corsivo – Giro più veloce |

### Classe 350
| 1980 | Classe | Moto   |     |    |  |    |  |    |    |  |  |  |  |  |  | Punti | Pos. |
| ---- | ------ | ------ | --- | -- |  | -- |  | -- | -- |  |  |  |  |  |  | ----- | ---- |
| 1980 | 350    | Yamaha | Rit | NE |  | NE |  | NE | NE |  |  |  |  |  |  | 0     |      |

| Legenda | 1º posto        | 2º posto            | 3º posto            | A punti      | Senza punti        | Grassetto – Pole position Corsivo – Giro più veloce |
| Legenda | Gara non valida | Non qual./Non part. | Ritirato/Non class. | Squalificato | '-' Dato non disp. | Grassetto – Pole position Corsivo – Giro più veloce |

### Classe 500
| 1978 | Classe | Moto   |  |  |  |  |     |  |  |  |  |  |  |    |    |  | Punti | Pos. |
| ---- | ------ | ------ |  |  |  |  | --- |  |  |  |  |  |  | -- | -- |  | ----- | ---- |
| 1978 | 500    | Suzuki |  |  |  |  | Rit |  |  |  |  |  |  | NE | NE |  | 0     |      |

| 1979 | Classe | Moto   |  |  |  |     |     |  |  |  |  |  |   |    |  |  | Punti | Pos. |
| ---- | ------ | ------ |  |  |  | --- | --- |  |  |  |  |  | - | -- |  |  | ----- | ---- |
| 1979 | 500    | Suzuki |  |  |  | Rit | Rit |  |  |  |  |  | - | NE |  |  | 0     |      |

| 1982 | Classe | Moto   |  |    |    |    |    |     |  |  |  |  |    |    |    |  | Punti | Pos. |
| ---- | ------ | ------ |  | -- | -- | -- | -- | --- |  |  |  |  | -- | -- | -- |  | ----- | ---- |
| 1982 | 500    | Suzuki |  | NQ | 12 | 11 | 15 | Rit |  |  |  |  | NE | NE | 12 |  | 0     |      |

| 1983 | Classe | Moto   |    |  |    |  |  |  |  |  |  |  |  |  |  |  | Punti | Pos. |
| ---- | ------ | ------ | -- |  | -- |  |  |  |  |  |  |  |  |  |  |  | ----- | ---- |
| 1983 | 500    | Suzuki | NQ |  | 19 |  |  |  |  |  |  |  |  |  |  |  | 0     |      |

| 1984 | Classe | Moto   |  |     |  |    |    |    |     |    |    |    |     |    |  |  | Punti | Pos. |
| ---- | ------ | ------ |  | --- |  | -- | -- | -- | --- | -- | -- | -- | --- | -- |  |  | ----- | ---- |
| 1984 | 500    | Suzuki |  | Rit |  | 21 | 16 | 16 | Rit | 19 | 15 | 29 | Rit | 11 |  |  | 0     |      |

| Legenda | 1º posto        | 2º posto            | 3º posto            | A punti      | Senza punti        | Grassetto – Pole position Corsivo – Giro più veloce |
| Legenda | Gara non valida | Non qual./Non part. | Ritirato/Non class. | Squalificato | '-' Dato non disp. | Grassetto – Pole position Corsivo – Giro più veloce |